# Calotropis gigantea
Calotropis gigantea trong tiếng Việt gọi tên Bòng bòng hay bòng bòng to, bông bông, bồng bồng, bồng bồng to, lá hen, nam tì bà, là một loài thực vật có hoa trong họ La bố ma. Loài này được (L.) Dryand. miêu tả khoa học đầu tiên năm 1811.
Đây là loài bản địa Campuchia, Indonesia, Malaysia, Philippines, Thái Lan, Sri Lanka, Ấn Độ và Trung Quốc. Đây là một loại cây bụi lớn cao đến 4 m. 

## Hình ảnh

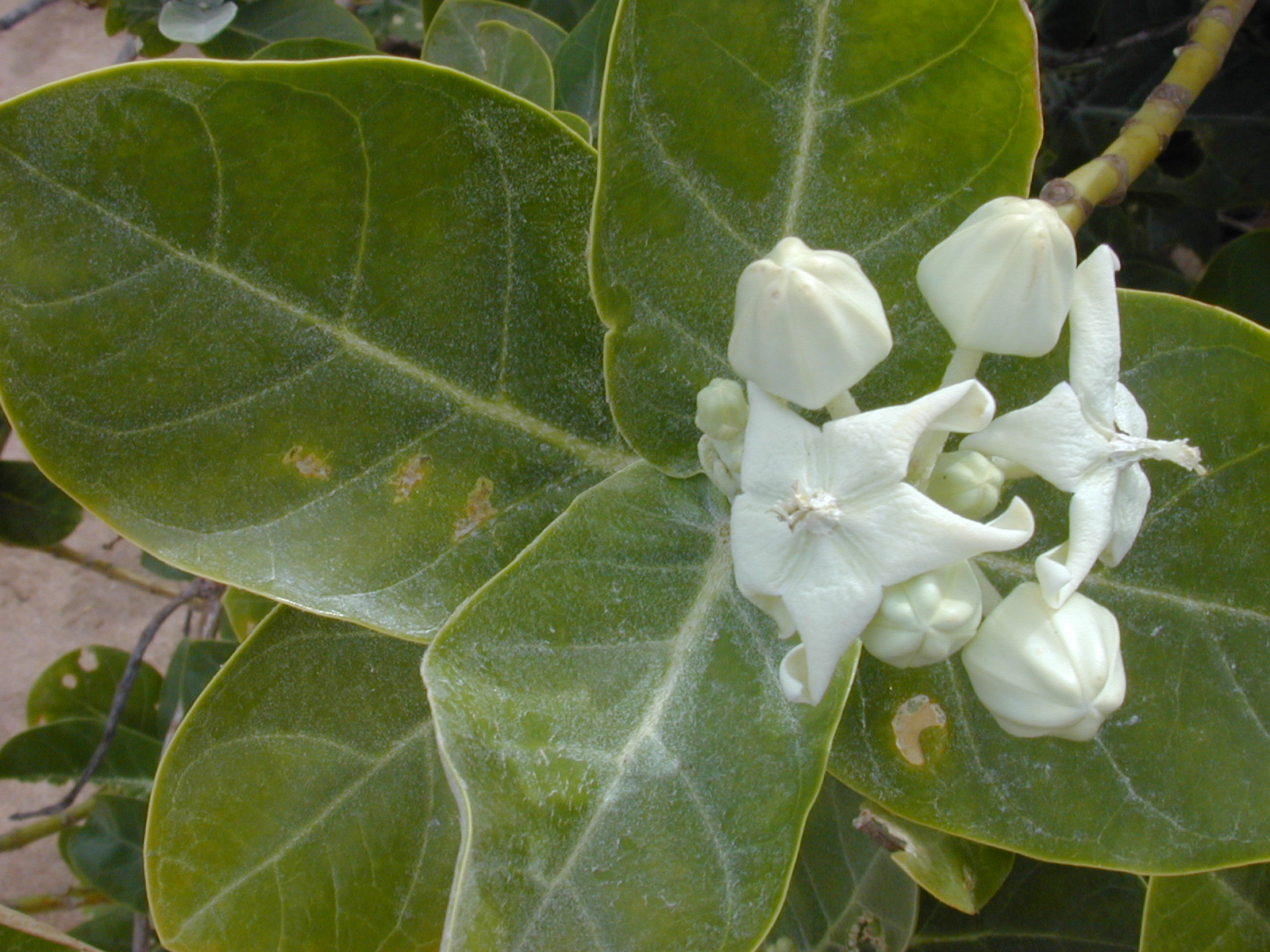
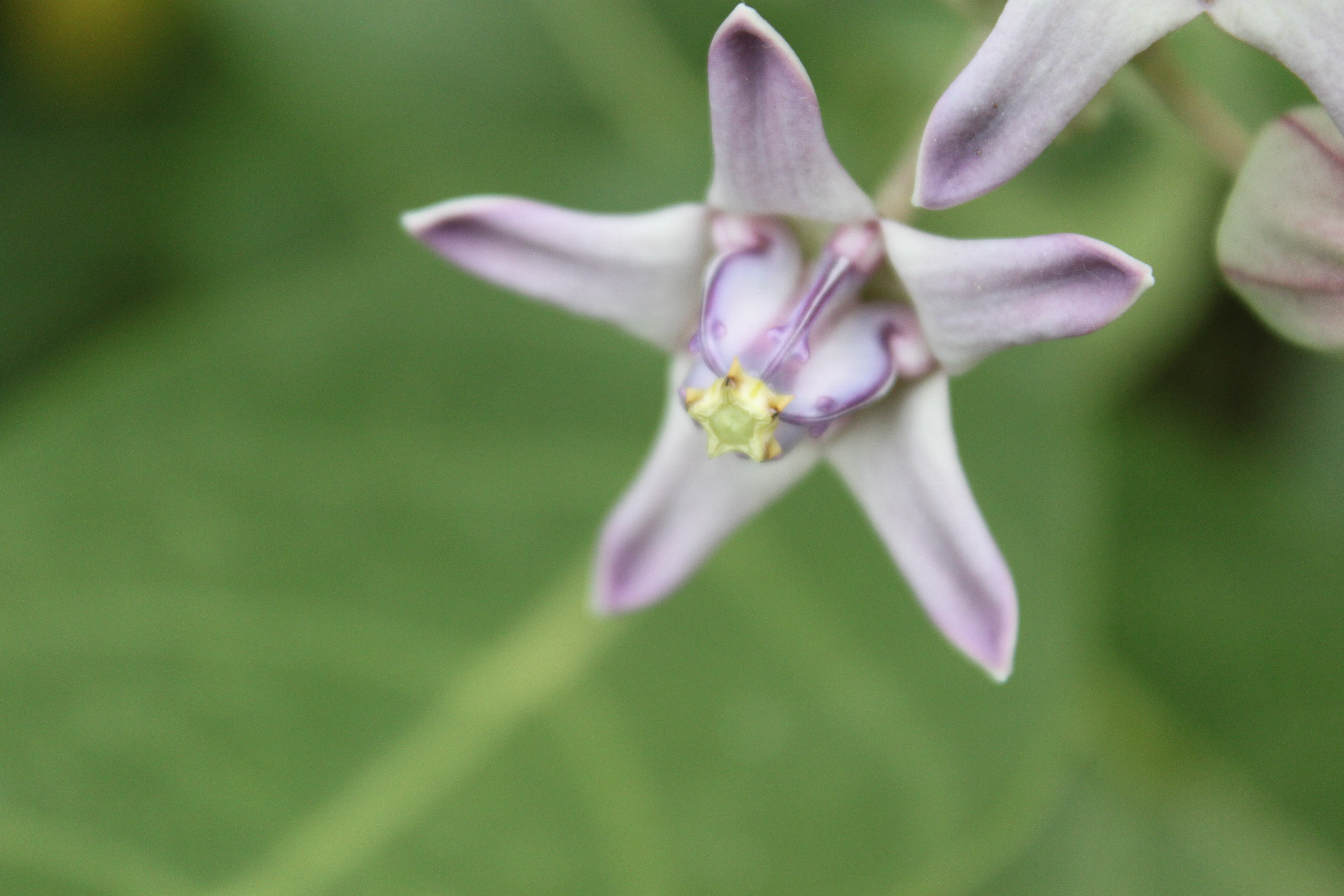
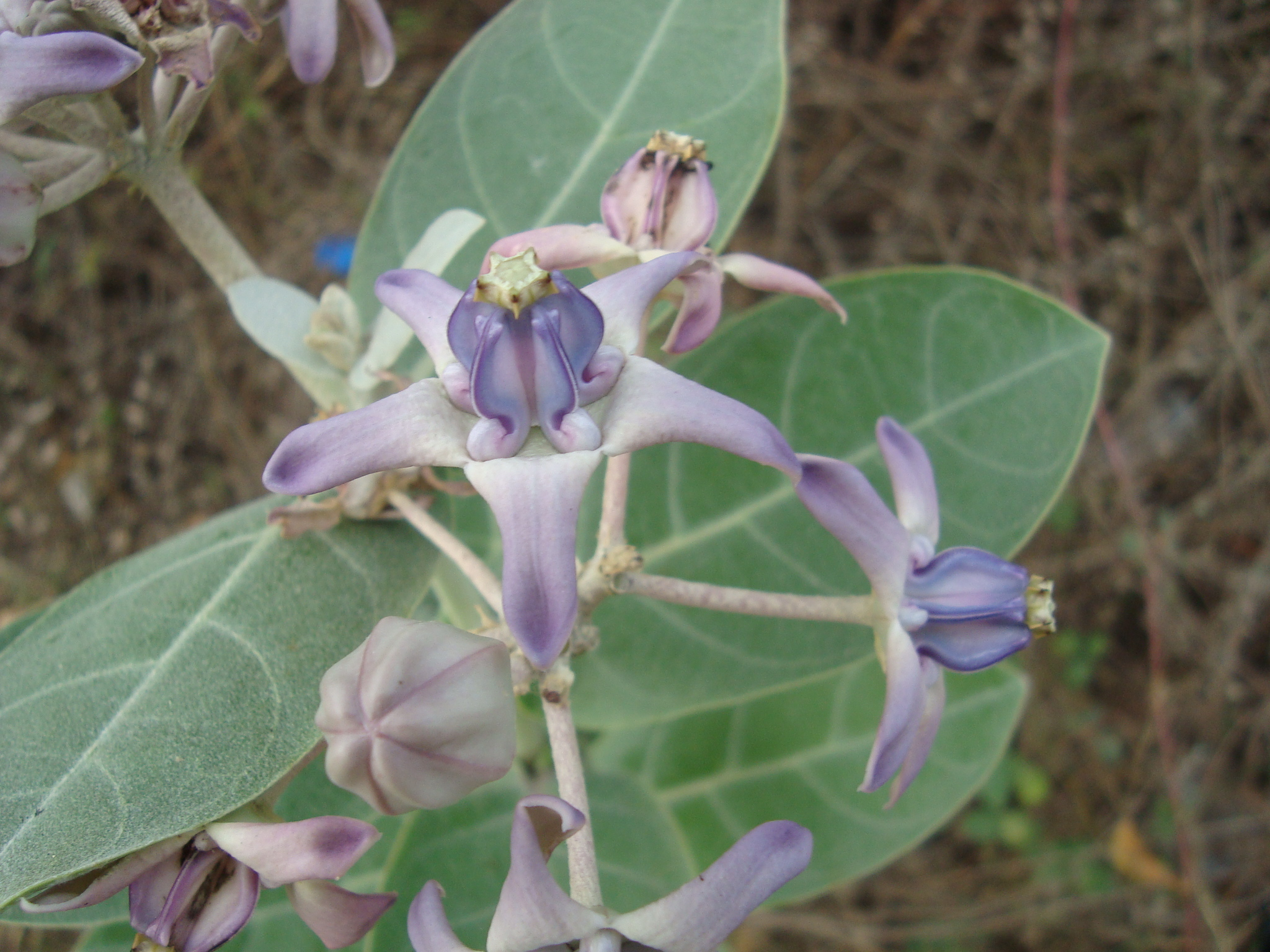
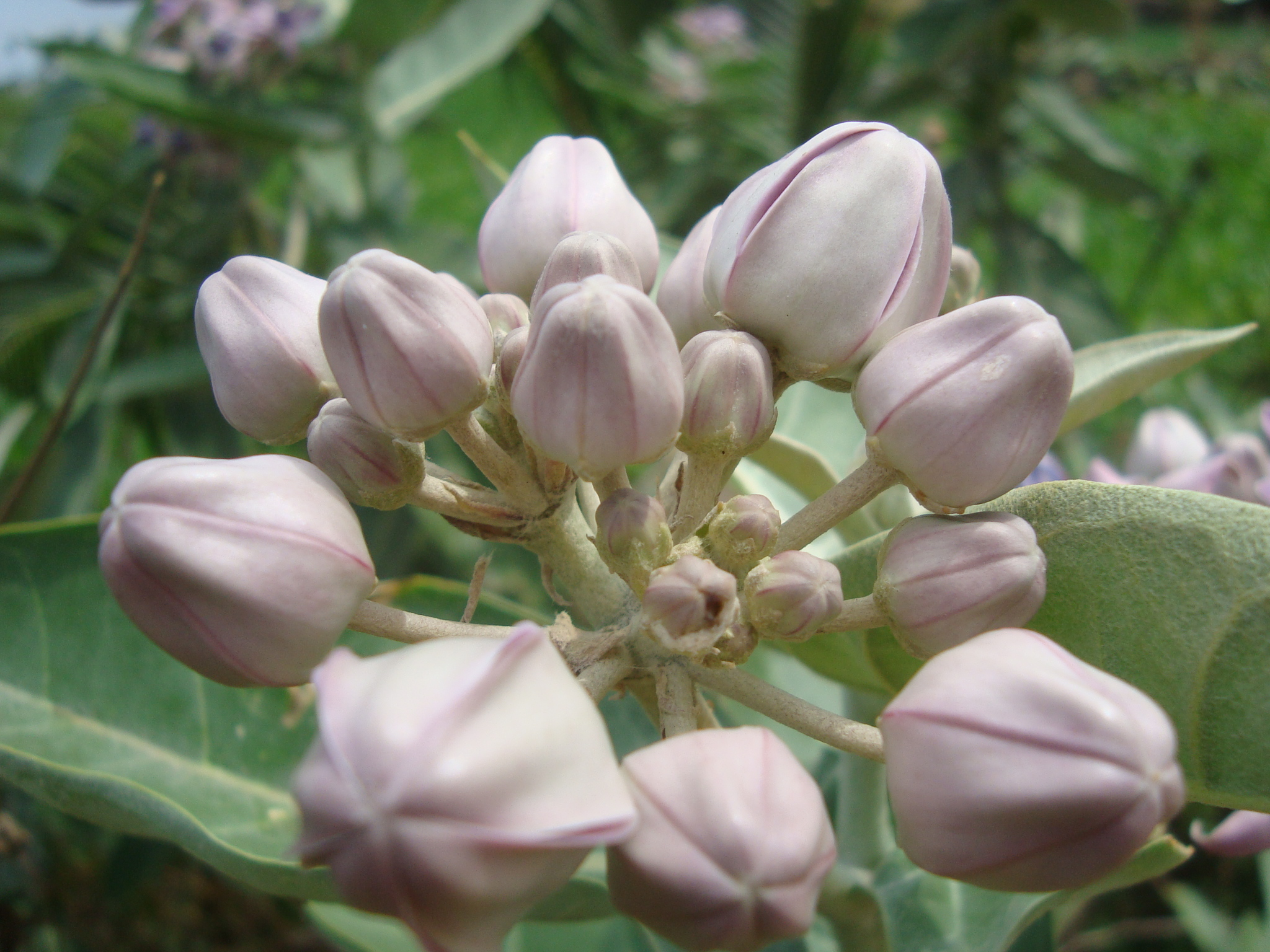